# Linos-Alexandre Sicilianos

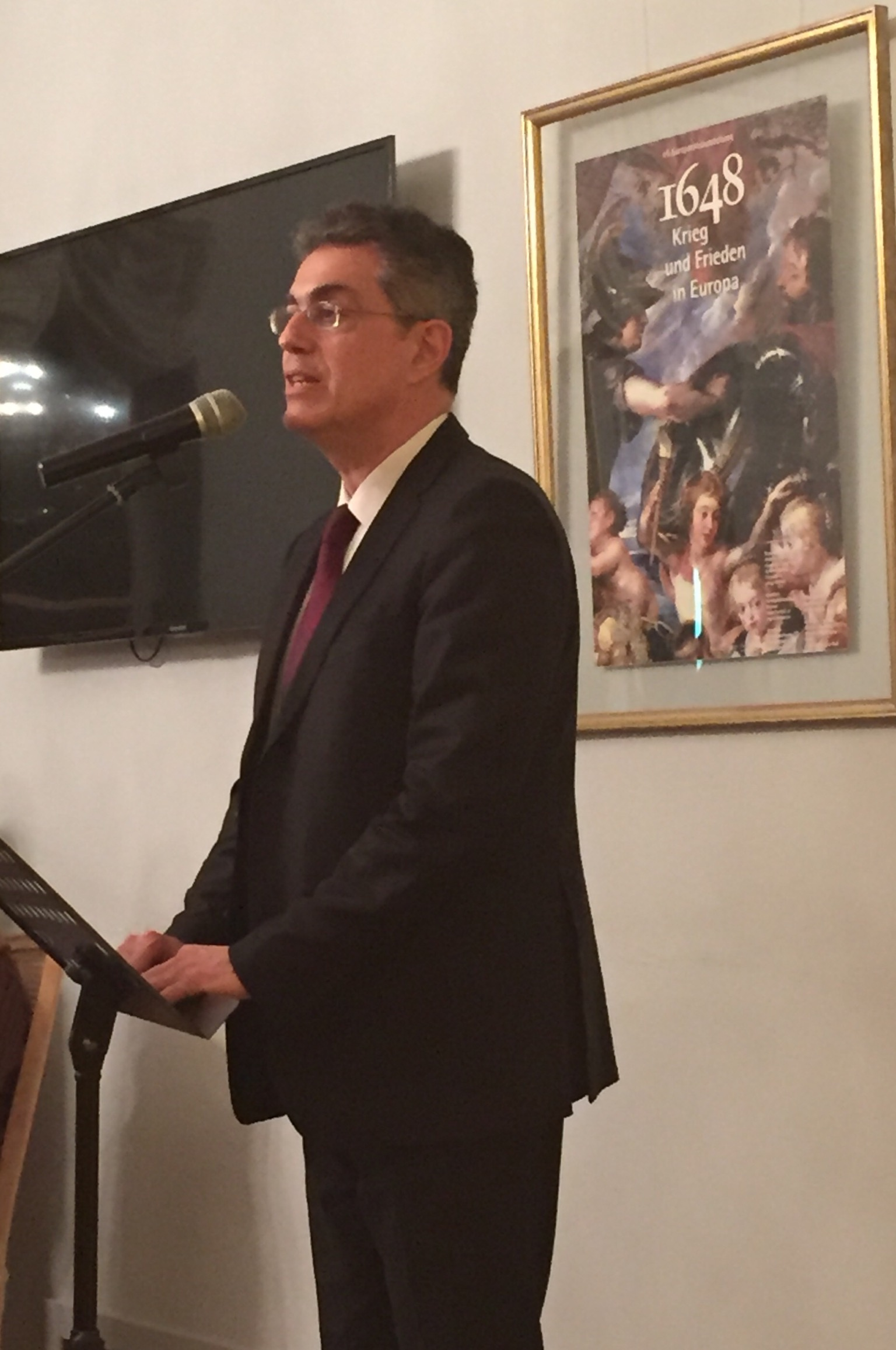
Linos-Alexandre Sicilianos

Linos-Alexandre Sicilianos (griechisch Λινός-Αλεξάντερ Σισιλιάνος, auch Linos-Alexander Sicilianos oder Linos-Alexandros Sisilianos, * 9. Mai 1960 in Athen) ist ein griechischer Jurist, Professor an der Universität Athen und ehemaliger Richter am Europäischen Gerichtshof für Menschenrechte. Sicilianos war von 5. Mai 2019 bis 17. Mai 2020 Präsident des EGMR.

## Leben und Wirken
Sicilianos studierte Rechtswissenschaften an der Universität Athen und erwarb dort 1983 sein juristisches Diplom. 1984 erwarb er den Mastertitel in internationalem Recht an der Universität Straßburg. 1990 promovierte er ebenfalls in Straßburg zum Dr. iur. Anschließend war er als Rechtsanwalt vor dem Areopag sowie dem obersten griechischen Verwaltungsgericht tätig. Später wurde er von der Universität Athen auf den Lehrstuhl für Internationales Recht berufen, den er seitdem innehat. Von 1997 bis 2009 war er Mitglied der Expertenkommission des Europarates zur Verbesserung der Verfahrens zum Schutz der Menschenrechte (DH-PR), von 2002 bis 2009 zudem Mitglied des UN-Ausschusses für die Beseitigung der Rassendiskriminierung (CERD). Zudem wirkte er in mehreren Ausschüssen Griechenlands wie der Europäischen Union in Menschenrechtsfragen mit.
Anfang 2011 wurde Sicilianos als Nachfolger von Christos Rozakis als Vertreter Griechenlands zum Richter am Europäischen Gerichtshof für Menschenrechte gewählt. Er trat seine Amtszeit am 18. Mai 2011 an. Mit 1. Februar 2017 wurde er Präsident der Sektion I des EGMR, am 1. Mai 2017 zudem Vizepräsident des Gerichtshofes. Am 1. April 2019 wurde Linos-Alexandre Sicilianos von den Richtern des EGMR zum neuen Präsidenten des Gerichtshofs gewählt. Er trat das Amt des EGMR-Präsidenten am 5. Mai 2019 als Nachfolger von Guido Raimondi an. Er war bis zum 17. Mai 2020 Richter und Präsident des EGMR, ehe er mit dem Auslaufen seiner Amtszeit aus dem Gerichtshof ausschied.
Sicilianos ist der Sohn des Komponisten George Sicilianos.